# Hrkanovci Đakovački
Hrkanovci Đakovački is een plaats in de gemeente Trnava in de Kroatische provincie Osijek-Baranja. De plaats telt 191 inwoners (2001).